# Bonrepòs i Mirambell
Bonrepòs i Mirambell (em valenciano e oficialmente) ou Bonrepós y Mirambell (em castelhano) é um município da Espanha na província de Valência, Comunidade Valenciana. Tem 1,05 km² de área e em 2021 tinha 3 780 habitantes (densidade: 3 600 hab./km²).

## Demografia
| Variação demográfica do município entre 1991 e 2004 | Variação demográfica do município entre 1991 e 2004 | Variação demográfica do município entre 1991 e 2004 | Variação demográfica do município entre 1991 e 2004 |
| --------------------------------------------------- | --------------------------------------------------- | --------------------------------------------------- | --------------------------------------------------- |
| 1991                                                | 1996                                                | 2001                                                | 2004                                                |
| 2346                                                | 2377                                                | 2231                                                | 2526                                                |